# Hanne Gaby Odiele
Hanne Gaby Odiele (Kortrijk, 8 d'octubre de 1987) és una model belga, coneguda pel seu treball amb diversos clients d'alt perfil de la indústria de la moda.

## Primers anys
Hanne Gaby Odiele va néixer el 8 d'octubre de 1987 a Kortrijk (Bèlgica). Va néixer intersexual a conseqüència de síndrome d'insensibilitat als andrògens. Durant la infància, es va sotmetre a procediments mèdics relatius a la seva condició.

## Carrera
Odiele va ser "descoberta" per Tom Van Dorpe al festival de rock Novarock de Kortrijk. El 2005 va signar amb Supreme Management de la ciutat de Nova York. El setembre va fer el seu debut en les passarel·les, i va ser model de Marc by Marc Jacobs, Rodarte, Ruffian i Thakoon de Nova York. El 2006 va aparèixer a la revista Vogue i es va convertir en la cara de la línia Philosophy di Alberta Ferretti.
El desembre de 2006 va ser atropellada per un cotxe que es va saltar un semàfor en vermell i va trencar-li les cames. Després de múltiples cirurgies i diversos mesos de teràpia física intensa, va tornar a la passarel·la a les campanyes de primavera i tardor de 2008 de Chanel, Givenchy, Prada i altres.
Odiele ha aparegut en revistes com Vogue Italia, Marie Claire, Teen Vogue i Elle. També ha aparegut a les portades de Vogue i French Revue de Modes. Ha treballat per diverses empreses, com Mulberry, Balenciaga, Anna Sui, Vera Wang i DKNY Jeans.

## Vida personal
Odiele viu a Chinatown (Manhattan). Es va casar amb el model John Swiatek el 2016. Després de revelar públicament la seva condició d'intersexual el 2017, Odiele es va associar amb interACT per defensar els drets humans intersexuals.